# 侍郎
侍郎為中國、越南、朝鮮官制名稱，創建於汉代，並沿用到20世紀初。相當於今日的副部長。

## 沿革
秦漢時期是郎官的一种，本为宫廷侍衛，屬郎中令（光祿勳）。
东汉以后，作为尚书的属官之下，初任为郎中，满一年为尚书郎，满三年为侍郎。
之后随着尚书台的权力擴大，侍郎日渐重要。隋唐之时，於京城內設吏、戶、禮、兵、刑、工六部，掌管國家政務。其中，每部一名之侍郎為輔佐尚書主官之事務實際執行者，相當於今内阁部會次長。中书省的副官称为中书侍郎，门下省的副官称为门下侍郎（黄门侍郎）。宋元明清皆沿襲此制。1368年，明朝開國皇帝朱元璋将六部侍郎升为正三品。之後，清朝沿襲舊制，亦設左右侍郎，均為滿人、漢人各一，也就是六部各部之間均有侍郎四名（雍正八年起定为从二品）。